# The Honor of an Outlaw
The Honor of an Outlaw é um filme norte-americano de 1917, escrito, dirigido por Fred Kelsey e lançado pela Universal Pictures.

## Elenco
- Harry Carey
- Claire Du Brey
- T. D. Crittenden
- Fred Kelsey - (como Fred A. Kelsey)
- Jack Leonard